# Warcraft: Napkút-trilógia

A Warcraft: Napkút-trilógia (Warcraft: The Sunwell Trilogy) egy három kötetből álló koreai/amerikai manga-stílusban készült képregény. A sorozatot Richard A. Knaak írta és Jae-Hwan Kim rajzolta. Eredetileg Amerikában a Tokyopop, Magyarországon a Delta Vision adta ki.
A sorozat a Blizzard Entertainment Warcraft univerzumán alapul, amiben figyelemmel kísérhetjük Kalec kalandjait, egy kék sárkányét, aki emberi formát ölt, hogy megmeneküljön az Élőholt Csapástól és megismerhetjük Anveenát, egy rejtélyes erővel rendelkező lányt.

## Kötetek
| Kötetszám | Cím             | Eredeti cím    | Amerikai megjelenés | Magyar megjelenés |
| 1         | Sárkányvadászat | Dragon Hunt    | 2005. március 8.    | 2006. október 5.  |
| 2         | Jégárnyak       | Shadows of Ice | 2006. március 7.    | 2007. március 31. |
| 3         | Szellemföldek   | Ghostlands     | 2007. március 13.   | 2007. október 7.  |

## Külső hivatkozások
- A magyar kiadó oldala
- A Warcraft-képregények adatlapja (A Magyar Képregénykiadók Szövetsége honlapján)
- Warcraft sorozat a TOKOPOP weboldalán
- Warcraft: Napkút-trilógia az IGN-n.
- Warcraft a Blizzard Entertainment-en
- A hivatalos warcraft MMORPG World Of Warcraft oldal a Blizzard Entertainment-en